# Brain-sur-Longuenée
Brain-sur-Longuenée är en kommun i departementet Maine-et-Loire i regionen Pays de la Loire i nordvästra Frankrike. Kommunen ligger i kantonen Le Lion-d'Angers som tillhör arrondissementet Segré. År 2018 hade Brain-sur-Longuenée 942 invånare.

## Befolkningsutveckling
Antalet invånare i kommunen Brain-sur-Longuenée
| Referens: INSEE |